# بلجيكا في الحرب العالمية الأولى
يقتفي تاريخ بلجيكا في الحرب العالمية الأولى دور بلجيكا بين الغزو الألماني في عام 1914، من خلال المقاومة العسكرية المستمرة واحتلال القوات الألمانية للأراضي وحتى الهدنة عام 1918، بالإضافة إلى الدور الذي لعبته في المجهود الحربي الدولي من خلال مستعمرتها الأفريقية وقوتها الصغيرة في الجبهة الشرقية.

## خلفية الأحداث

### الغزو الألماني
حين بدأت الحرب العالمية الأولى، غزت ألمانيا بلجيكا المحايدة ولوكسمبورغ كجزء من خطة شليفن، في محاولة للإيقاع بباريس سريعًا عن طريق اصطياد الفرنسيين على حين غرة عن طريق الغزو من البلاد المحايدة. وكان هذا الفعل هو ما تسبب في تدخل بريطانيا في الحرب، إذ أنهم كانوا لا يزالوا ملتزمين باتفاقية 1839 التي تنص على حماية بلجيكا في حالة الحرب. في الثاني من أغسطس عام 1914، طالبت الحكومة الألمانية منح الجيوش الألمانية حرية المرور خلال الأراضي البلجيكية، على الرغم من ذلك، رفضت الحكومة البلجيكية هذا الطلب في الثالث من شهر أغسطس. وخاطب الملك ألبرت الأول برلمانه في الرابع من أغسطس، قائلًا «لم يحدث منذ عام 1830 أن مر وقت أشد خطورة على بلجيكا من ذلك الوقت. القوة المستمدة من حقنا ومن حاجة أوروبا في تواجدنا المستقل يجعلنا آملين ألا تحدث تلك الأحداث المفزعة.» في نفس اليوم غزت القوات الألمانية بلجيكا وعبرت الحدود عند الفجر. ووصل الهجوم على لياج في الرابع من أغسطس وسقطت في اليوم السابع من نفس الشهر.
ويُزعم على نطاق واسع أن مقاومة الجيش البلجيكي في الأيام الأولى من الحرب، بجيش – حجمه قرابة عُشر الجيش الألماني– استطاع الصمود في وجه الهجوم الألماني قرابة الشهر، مما منح فرنسا وبريطانيا الوقت للاستعداد بالهجوم المضاد في حرب المارن في وقت لاحق من نفس العام. في الواقع، كانت التقدمات الألمانية على باريس تسير طبقًا للجدول المُحدد تقريبًا.
وتعامل الغزاة الألمان مع أي مقاومة –مثل هدم الجسور وخطوط السكك الحديدية– على أنها عمل غير قانوني ومخرب، وأطلقوا النيران على الجناة وحرقوا المباني انتقامًا منهم لذلك.
كانت فلاندرز هي القاعدة الأساسية للجيش البريطاني وشهدت بعض أكبر الخسائر في الأرواح في كلا الجانبين في الجبهة الغربية.

## الاحتلال الألماني 1914 – 1918
حكم الألمان المناطق المحتلة من بلجيكا (وكانت أكثر من 95 بالمئة من البلاد) بينما بقيت منطقة صغيرة بالقرب من يبر تحت الحكم البلجيكي. ومُنح الحكم لسلطة احتلال، عُرفت بالحكومة العامة الإمبراطورية الألمانية في بلجيكا، للتحكم بمعظم المنطقة بالرغم من منح مقاطعتي شرق فلاندرز وغربها وضعًا منفصلًا كمنطقة حرب تحت التحكم المباشر للجيش الألماني. وسادت الأحكام العرفية في كافة الأماكن الأخرى. وبالنسبة لأغلب فترة الاحتلال، كان حاكم الجيش الألماني هو موريتز فون بيسينج (1914 – 1917). وجاء أسفل الحاكم شبكة المقر الألماني الإقليمي والمحلي وكان كل موقع خاضع للتحكم الكامل من ضابط ألماني.
فر العديد من المدنيين من منطقة الحرب لأجزاء أكثر أمانًا في بلجيكا. وذهب العديد من اللاجئين من جميع أنحاء البلاد إلى هولندا (والتي كانت محايدة) ولجأ حوالي 300000 إلى فرنسا. وذهب أكثر من 200000 إلى بريطانيا، حيث استوطنوا ووجدوا وظائف حرب. شكلت الحكومتان الفرنسية والبريطانية لجنة لاجئي الحرب (دابليو آر سي) والإغاثة الوطنية، لتوفير الغوث والدعم؛ وكان هناك 1500 لجنة لاجئي حرب أهلية إضافية في بريطانيا. وأكد الظهور الواضح للاجئين البلجيكيين الدور الذي لعبته بلجيكا في عقول الفرنسيين والبريطانيين. في ربيع 1915، بدأت السلطات الألمانية بناء سلك الموت، وهو سياج كهربائي مميت على طول الحدود بين بلجيكا وهولندا والذي أودى بحياة من 2000 إلى 3000 لاجئ بلجيكي أثناء محاولة الهرب من البلد المُحتل.
وبناء على نصيحة الحكومة البلجيكية المنفية، بقي موظفو الخدمة المدنية في مراكزهم طوال فترة النزاع، قائمين بمهام الحكومة اليومية. وعُلقت كافة الأنشطة السياسية وأُغلق البرلمان. وبينما استمر المزارعين وعمال مناجم الفحم في عملهم، أُغلقت العديد من الشركات الكبرى، وكذلك الجامعات. ساعد الألمان في تأسيس أول جامعة ناطقة باللغة الهولندية في غنت. وأرسل الألمان المديرين لإدارة المصانع ضعيفة الأداء. كانت قلة المجهود شكلًا من أشكال المقاومة السلبية؛ ويقول كوسمان للعديد من البلجيكيين أن سنوات الحرب كانت «عطلة طويلة ومملة للغاية.» جُند العمال البلجيكيين في مشاريع العمل القسري؛ وبحلول عام 1918، رحًل الألمان 120000 عاملًا بلجيكيًا إلى ألمانيا.

### اغتصاب بلجيكا
كان الجيش الألماني غاضبًا من إحباط البلجيكيين لمخطط شليفن للإيقاع بباريس. وكان هناك اعتقاد سائد بأن البلجيكيين أطلقوا المخربين غير الشرعيين (تحت اسم القناصة «فرانس تيرير بالفرنسية») وأن المدنيين عذبوا الجنود الألمان وأساءوا معاملتهم. وكان الرد على ذلك هو سلسة متكررة من الهجمات واسعة المجال على المدنيين وتدمير المباني التاريخية والمراكز الثقافية. وأعدم الجيش الألماني ما بين 5500 و6500 شخصًا مدنيًا فرنسيًا وبلجيكيًا في الفترة بين شهري أغسطس ونوفمبر من عام 1914، وكان ذلك عادة بإطلاق النار على نطاق واسع بطريقة شبه عشوائية على المدنيين بأمر من صغار الضباط الألمان. وأُطلقت النيران على الأفراد المشتبه في قيامهم حزبية سياسية بإجراءات محاكمة موجزة. ووجد المؤرخون الباحثون في سجلات الجيش الألماني 101 حادثًا «كبيرًا» –حيث يُقتل في أحدهم عشر مدنيين أو أكثر– ليصبح عدد القتلى 4421 قتيلًا. واكتشف المؤرخون أيضًا 383 حادثًا «صغيرًا» أدى إلى وفاة 1100 بلجيكيًا آخرين. وادعت ألمانيا أن جميع هذه الحوادث تقريبًا كانت ردودًا على هجمات حرب العصابات. بالإضافة إلى ذلك، سُجنت شخصيات بلجيكية رفيعة المستوى في ألمانيا كرهائن، ومن ضمنهم السياسي أدولف ماكس والمؤرخ هنري بيرين.
كان الموقف الألماني تجاه هذه الانتهاكات هو أن الأنشطة التخريبية وحرب العصابات واسعة النطاق التي قام بها المدنيون البلجيكيون كانت غير قانونية وتستحق العقاب الجماعي القاسي الفوري. وأظهرت الأبحاث الحديثة التي دَرست مصادر الجيش الألماني بشكل منهجي أنها في الحقيقة لم تواجه أي قوات غير نظامية في بلجيكا خلال فترة شهرين ونصف الشهر من بداية من الغزو. وكانت تلك الردود الألمانية هي ردود على خوف خلقوه بأنفسهم دون وعي لا على هجمات غير نظامية.

### تقرير برايس والاستجابة الدولية
سارع البريطانيون في إخبار العالم بشأن الأعمال الوحشية الألمانية. ودعمت بريطانيا «لجنة الاعتداءات الألمانية المزعومة» المعروفة بتقرير برايس. ونُشر التقرير في مايو من عام 1915 وقدم تفاصيل دقيقة وشهادات مباشرة، تضمنت مقتطفات من اليوميات والرسائل التي وُجدت مع الجنود الألمان الأسرى. وكان التقرير عاملًا رئيسيًا في تغيير الرأي العام في البلدان المحايدة، وخاصة الولايات المتحدة. بعد أن شحنت بريطانيا 41000 نسخة إلى الولايات المتحدة، ردت ألمانيا بتقريرها الخاص عن الأعمال الوحشية التي يمارسها المدنيين البلجيكيين ضد الجنود الألمان.
سُخر من تقرير برايس في عشرينيات وثلاثينيات القرن العشرين وما بعد ذلك لكونه دعاية مبالغ فيها من زمن الحرب. واعتمد بشكل كبير على مزاعم اللاجئين والتفسيرات المشوهة ليوميات الجنود الألمان. لم تحاول الدراسات الحديثة التحقق من صحة التصريحات الواردة في تقرير برايس. وبدلًا من ذلك، اتجه البحث إلى التسجيلات الألمانية الرسمية والتي أكدت أن الألمان ارتكبوا فظائع متعمدة واسعة النطاق في بلجيكا.